# Вести республики

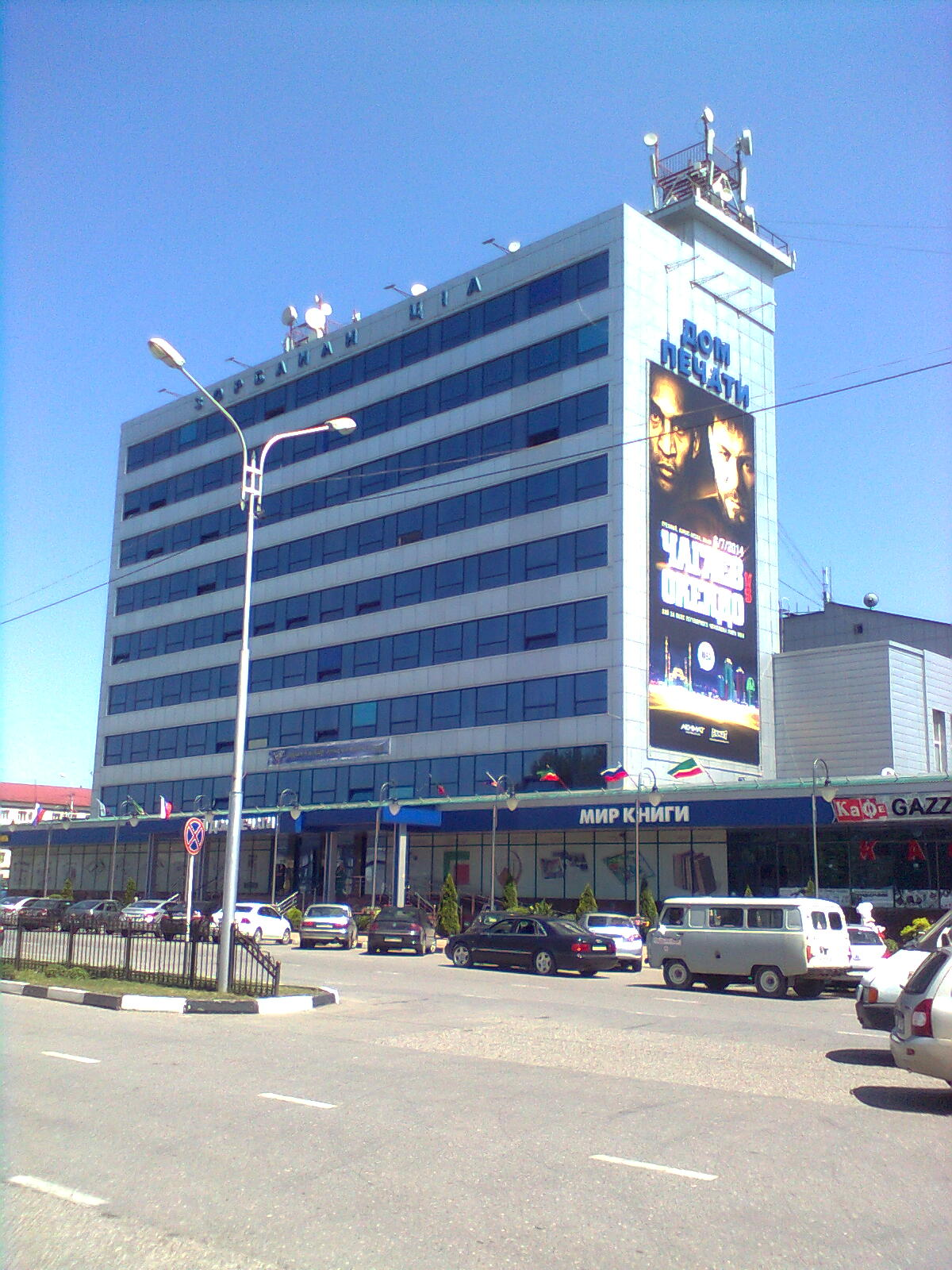
Здание Дома Печати, в котором размещается редакция.

«Вести республики», или «Вести Чеченской Республики», — общественно-политическая газета Чеченской Республики.
Издаётся с июля 2001 года. Учредителем газеты является Министерство Чеченской Республики по национальной политике, внешним связям, печати и информации. Газета первой в республике была представлена электронной версией в Интернете.
В 2007 году редакция переехала в восстановленный Дом печати в Грозном, а газета из выходящей два раза в неделю стала ежедневной (первой в Чечне), а также из чёрно-белой — цветной.
Является правительственным изданием на русском языке. Единственная газета Чеченской Республики, в которой факт публикации местных законодательных и других нормативно-правовых актов придаёт им юридическую силу.
Главными редакторами газеты были Татьяна Воднева, Арби Сагаипов, Хамзат Юнусов (2006—2013), Ражап Мусаев. В августе 2013 года главным редактором назначен Ильяс Абуевич Исмаилов.